# Ligne de Grigny à Corbeil-Essonnes
Vous lisez un « bon article » labellisé en 2009.
Pour les articles homonymes, voir Ligne du plateau.
La ligne de Grigny à Corbeil-Essonnes ou ligne du plateau d'Évry est une ligne de chemin de fer à double voie et à écartement standard de dix kilomètres de longueur, située dans le département français de l'Essonne, en Île-de-France. Elle dessert les différents quartiers de la ville nouvelle d'Évry. Elle est la première ligne nouvelle pour voyageurs construite par la Société nationale des chemins de fer français (SNCF) depuis sa création en 1938. Elle constitue la ligne no 988 000 du réseau ferré national.
Ouverte en deux étapes en 1974 et 1975, la ligne constitue un itinéraire parallèle, bien que plus long car plus sinueux, au tracé de la ligne de Villeneuve-Saint-Georges à Montargis par Corbeil, dite "ligne de la vallée", sur laquelle elle est raccordée à ses deux extrémités. Elle constitue l'une des principales branches sud de la ligne D du RER et supporte exclusivement un trafic de banlieue assez intense. Bien que théoriquement équivalent à l'itinéraire historique par la vallée de la Seine, des restrictions de circulations appliquées à certains types d'engins moteurs limitent à quelques détournements exceptionnels son emprunt par d'autres circulations que celles du RER. Elle ne comporte aucun passage à niveau.

## Histoire

### Chronologie
- Le 16 février 1974, ouverture de la gare de Grigny-Centre, exploitée en antenne ;
- Le 6 décembre 1975, ouverture de la totalité de la ligne.

### La desserte de la ville nouvelle d'Évry
La ligne de Grigny à Corbeil-Essonnes est la première ligne nouvelle pour voyageurs construite par la Société nationale des chemins de fer français (SNCF). En effet, depuis sa création en 1938, les travaux neufs de la société nationale n'avaient jusque-là concerné que des adaptations, des reconstructions ou la création de grands triages, mais pas de section de ligne nouvelle.
La construction de la ligne du « Plateau » est décidée à la fin des années 1960 afin d'accompagner le développement de la ville nouvelle d'Évry, établie sur un plateau dominant la rive gauche de la Seine. Elle est en effet choisie pour devenir la préfecture du nouveau département de l'Essonne, issu du démantèlement des anciens départements de la Seine et de Seine-et-Oise. L'importance du programme immobilier prévu sur le territoire des communes de Grigny, Ris-Orangis, Courcouronnes et Évry impose une desserte ferroviaire efficace.
Première opération du programme spécial SNCF, l'avant-projet est pris en compte par le Syndicat des transports parisiens en janvier 1970. Mais sans attendre la déclaration d'utilité publique, qui est signée le 16 mai 1972, le ministre des Transports autorise une exécution d'urgence dès le 7 septembre 1971. Le chantier démarre aussitôt, sous le contrôle d'un groupe d'études travaux (GET) relevant de la division de l'Équipement de la région de Paris-Sud-Est.
La ligne est conçue de façon à éviter toute nuisance aux futurs riverains, avec un tracé pour l'essentiel en tranchée, en partie couverte sur plusieurs points du parcours. Elle nécessite la confection de vingt-huit ponts routiers au-dessus de la tranchée, certains rétablissant des itinéraires existants, d'autres établissant de nouvelles liaisons liées au projet de la ville nouvelle. Certains des ponts réalisés à l'époque n'ont toujours pas reçu d'usage trente ans plus tard (exemple : un pont situé à Évry entre la gare d'Évry-Courcouronnes et la gare du Bras de Fer), les projets d'origine ayant évolué depuis.

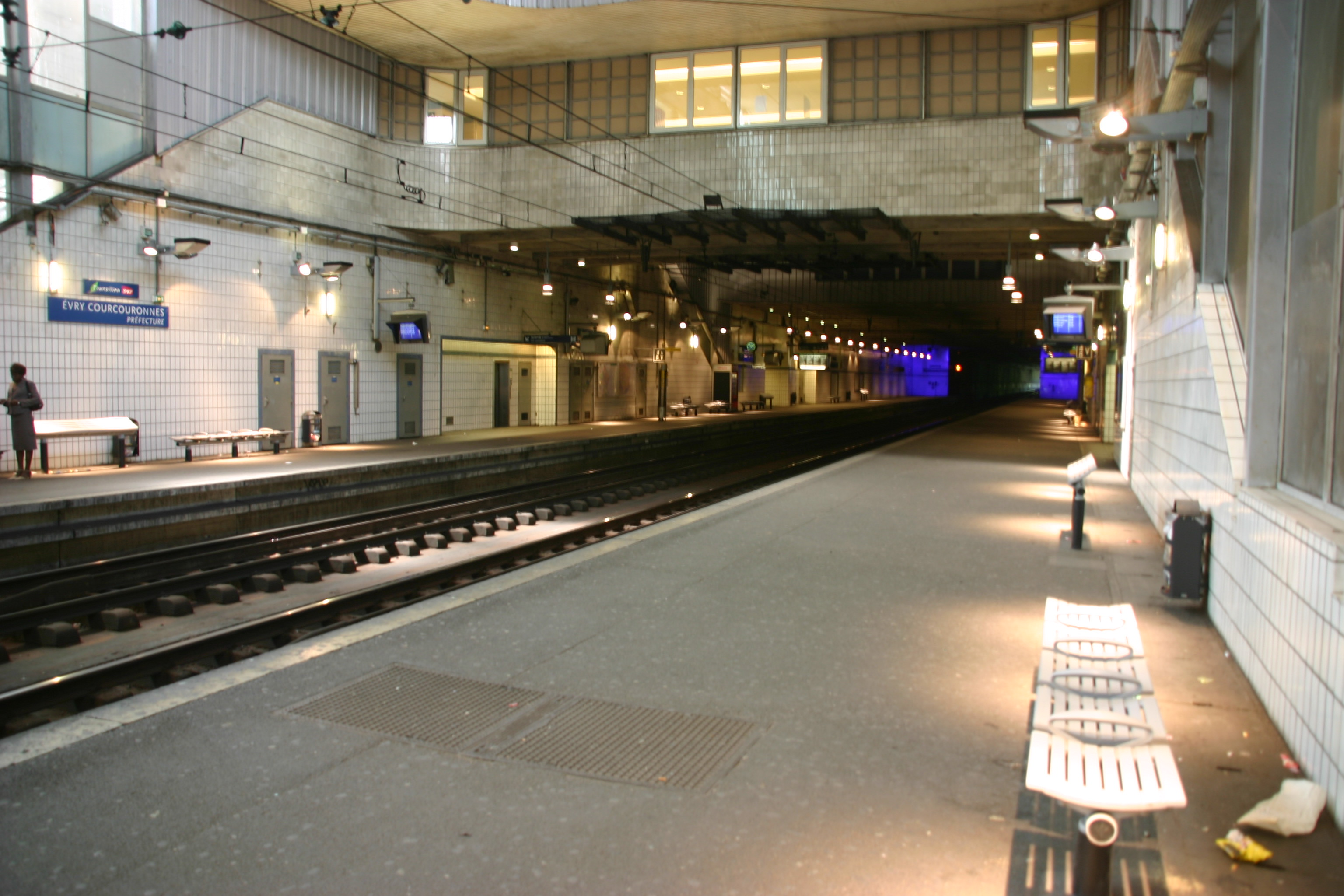
Les quais de la gare d'Évry-Courcouronnes.

Le tracé entraîne le percement d'un tunnel à Grigny, la réalisation des rampes d'accès aux deux extrémités, en remblai au nord et en viaduc au sud et le déblaiement d'une longue tranchée traversant le plateau où devait s'étendre la ville nouvelle. Quatre gares sont édifiées « ex nihilo » : trois d'entre elles sont semi-enterrées, et une, Orangis - Bois de l'Épine, est à l'air libre. Elles sont dotées de parcs de stationnement, et d'équipements modernes, comme le télépancartage et des escaliers mécaniques.
Le projet impose par ailleurs d'importants remaniements sur la ligne de la vallée à laquelle elle se raccorde à ses deux extrémités. Au nord, une nouvelle bifurcation est créée à la naissance de la ligne à Grigny-Val-de-Seine et plusieurs modifications sont apportées en gare de Juvisy, point majeur de correspondance de la banlieue sud. Une voie et un quai sont supprimés afin d'allonger une voie à 315 mètres pour des rames de douze voitures, un passage souterrain est aménagé, et un petit poste d'aiguillage tout relais à transit souple (PRS) est installé au sein du poste 1, pour télécommander la nouvelle bifurcation. Au sud, la ligne nouvelle impose des remaniements de grande ampleur aux installations de la gare de Corbeil-Essonnes. Un plateau de remisage des rames est aménagé et un PRS unique est mis en service le 19 octobre 1975.
Les travaux sont ralentis par un terrain d'une nature difficile ainsi que des contraintes d'urbanisme, mais s'effectuent néanmoins très rapidement. La ligne est mise en service en deux temps. Le 16 février 1974, un premier tronçon est ouvert jusqu'à la gare de Grigny-Centre, exploité en antenne avec un terminus provisoire sur la voie 2. Le 28 novembre 1975, le restant de la ligne est mis sous tension, puis ouvert au public le 6 décembre 1975. La nouvelle ligne connaît d'emblée une importante fréquentation.

## Caractéristiques

### Tracé

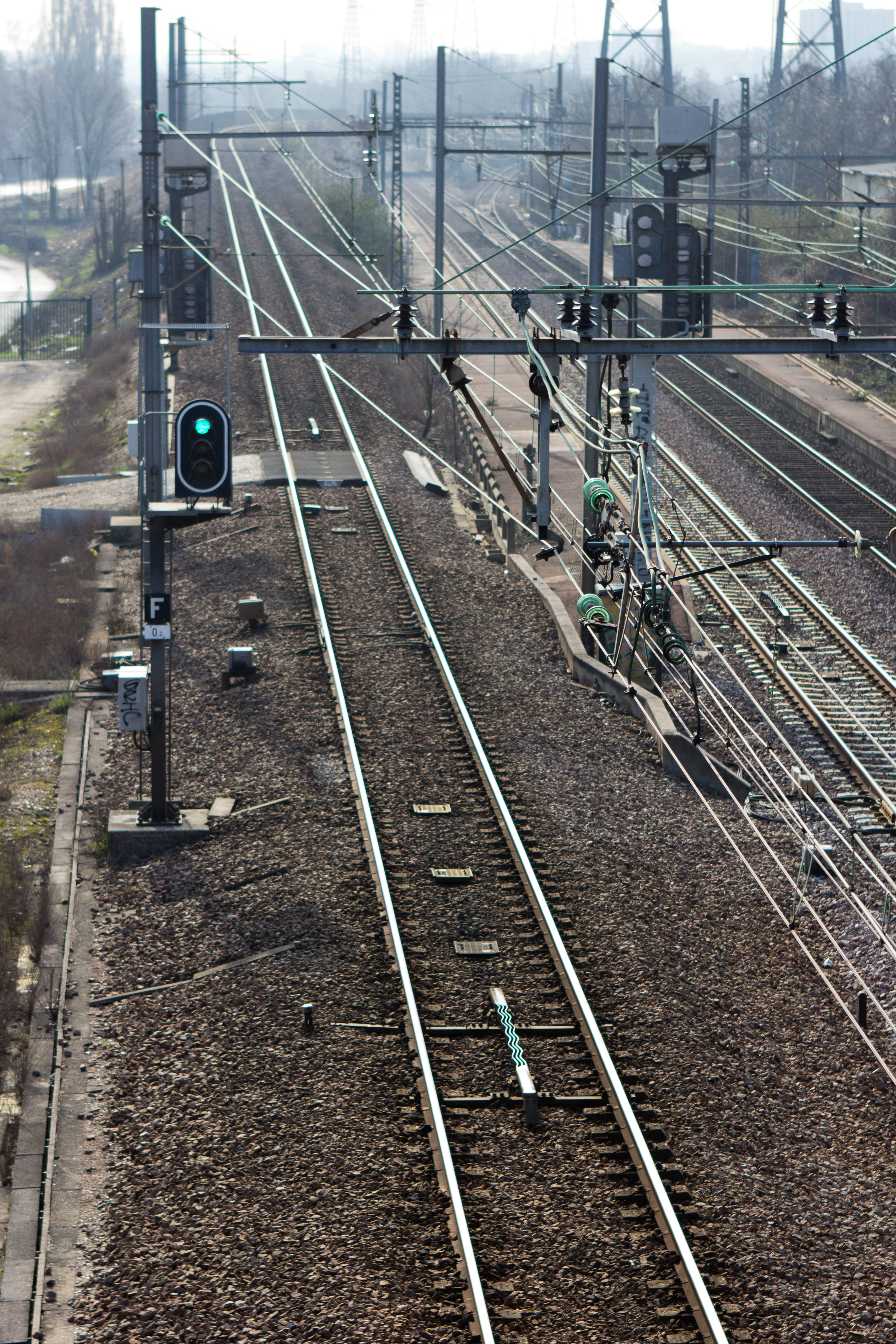
Rampe permettant de franchir la ligne provenant de Corbeil sans cisaillement.

Longue de dix kilomètres, la ligne du plateau se débranche de la ligne de Villeneuve-Saint-Georges à Montargis par Corbeil, dite ligne de la vallée, à hauteur de l'ancienne gare de Grigny-Val-de-Seine, aujourd'hui abandonnée. Un saut-de-mouton permet à la voie 1 de la ligne de franchir sans cisaillement la voie 2 provenant de Corbeil par la vallée.
Après avoir franchi la route nationale 7, elle rejoint, par un remblai en rampe, la gare de Grigny-Centre. Cette gare est à demi à l'air libre, à demi enterrée. La ligne quitte la gare par le tunnel de Grigny, toujours en rampe, qui débouche dans une tranchée à proximité de l'autoroute A6. Elle reste en tranchée sur presque tout le reste du parcours. Cette disposition a été choisie lors de sa construction en prévision de l'urbanisation à venir.
Si la gare d'Orangis - Bois de l'Épine est à l'air libre, celles d'Évry-Courcouronnes puis du Bras de Fer, en revanche, sont établies en tranchée couverte et prennent l'aspect de gares souterraines. Arrivée en limite sud du plateau d'Évry, la ligne redescend vers la gare de Corbeil-Essonnes par un long viaduc enjambant la Francilienne avant de se joindre à la ligne de la vallée.

### Ouvrages d’art

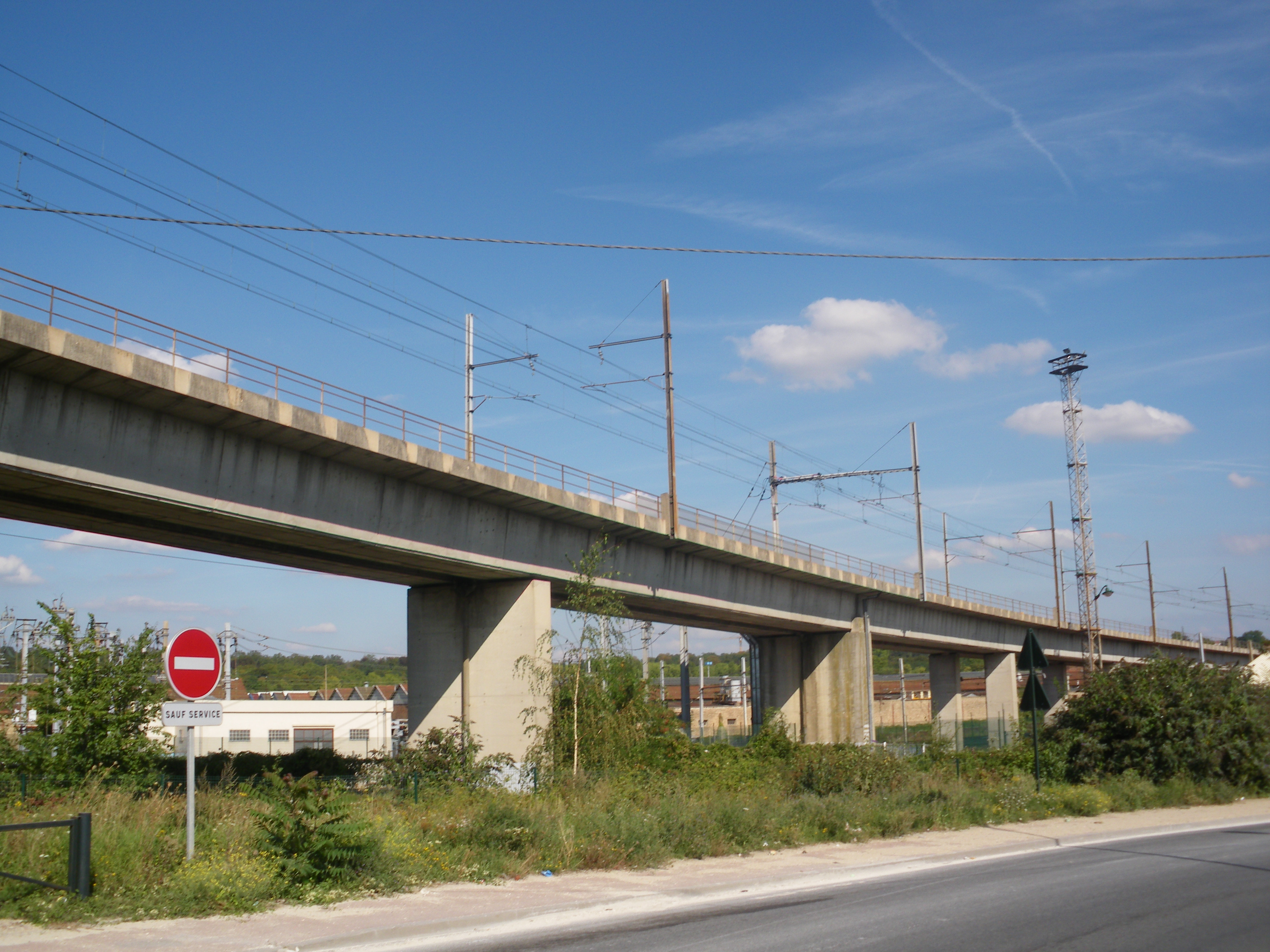
Saut-de-mouton de Corbeil-Essonnes qui enjambe les voies de la ligne de Villeneuve-Saint-Georges à Montargis.

Les principaux ouvrages d'art du tracé sont constitués par le tunnel de Grigny (805 m), le pont sur la RN7 (59 m), le pont sur la Francilienne (133 m) et le viaduc de Corbeil (395 m). Ce viaduc, d'une pente de 20 ‰, est en fait composé de trois parties : un « saut-de-mouton » au-dessus des voies de la ligne de « la vallée » d'une longueur de 341,20 m, une estacade de 96 m et un « encoffrement » de 232,25 m.
La ligne comporte en outre 23 ponts, 9 par-dessus et 14 par-dessous.

### Équipement
La ligne à double voie est équipée d'une installation permanente de contre-sens (IPCS). Elle est électrifiée comme tout le réseau de banlieue de Paris-Lyon en courant continu 1,5 kV avec une sous-station implantée au point kilométrique 3,6 (sous-station de Pilatre) et une autre à Corbeil-Tarterêts ; elle est équipée du block automatique lumineux (BAL), du contrôle de vitesse par balises (KVB) et d'une liaison radio sol-train sans transmission de données.

## Exploitation

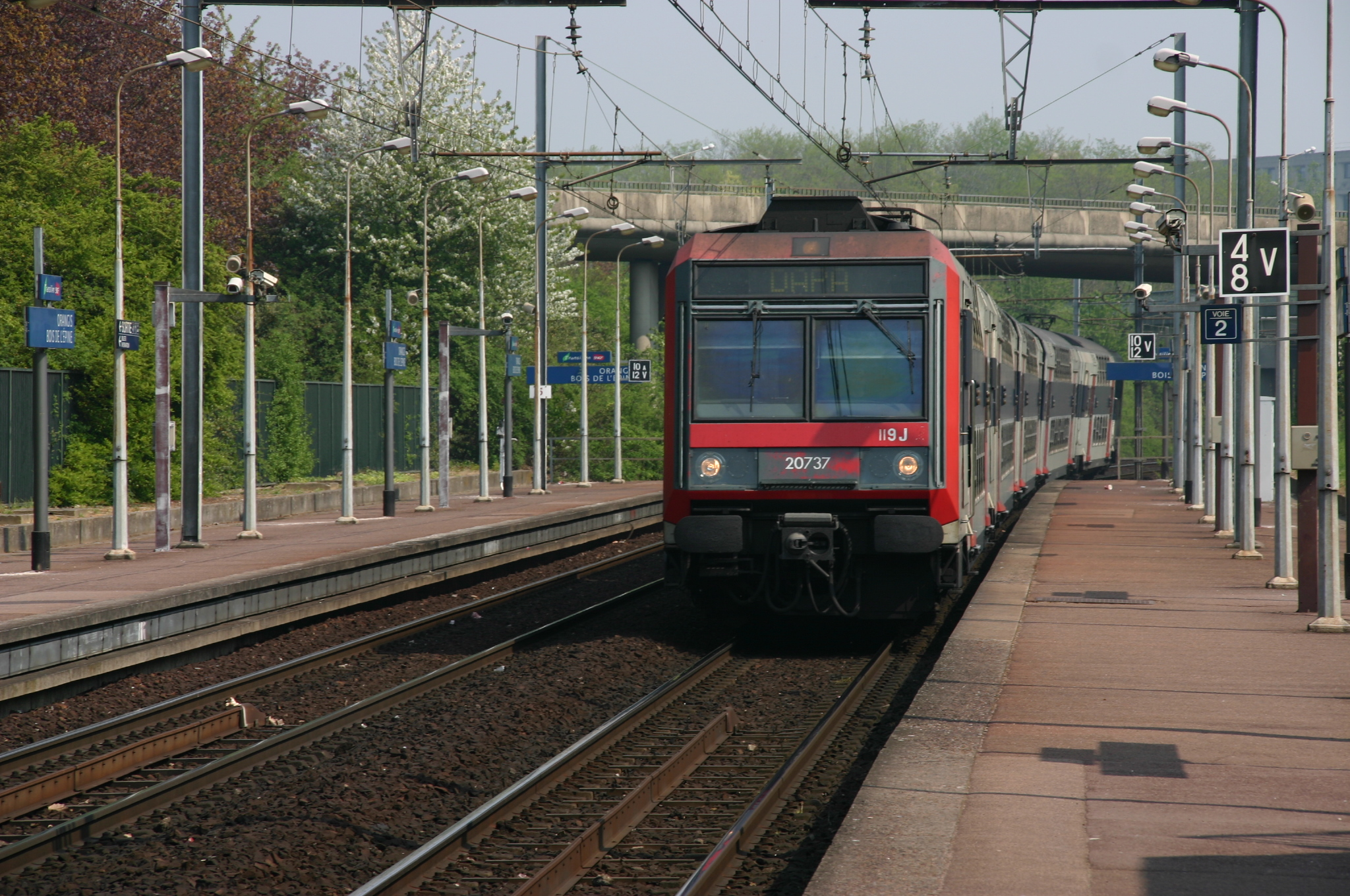
Une rame Z 20500 assurant la mission « DAPA » arrive en gare d'Orangis - Bois de l'Épine.

La ligne est exploitée par la SNCF comme tronçon de la ligne D du RER et sous le label Transilien.
Son profil en long assez difficile ne favorise pas les circulations de marchandises qui y demeurent interdites. On y trouve des courbes de 600 mètres de rayon minimal et des rampes importantes, de 15 ‰ dans le sens nord-sud, et de 20 ‰ dans l'autre sens, dans la longue montée en viaduc à partir de Corbeil. Ces caractéristiques limitent la vitesse à 100 km/h (120 km/h à l'origine),. Trois types de matériels voyageurs y circulent : des automotrices Z 5300 dès l'origine, des Z 5600, et plus généralement depuis, des Z 20500.
En 1974, la desserte en antenne de Grigny est assurée, au quart d'heure aux heures de pointe et à la demi-heure en heures creuses, par une rame Z 5300 scindée et regroupée à Juvisy avec les trains reliant Paris à Melun par Corbeil. À l'ouverture complète du tronçon en 1975, la ligne est desservie par des trains la reliant directement à Paris-Lyon à raison d'un train par quart d'heure aux heures de pointe et un train à la demi-heure en heures creuses. Depuis le 14 décembre 2008, les trains sont en provenance ou à destination de  Malesherbes, La Ferté-Alais, Melun, Corbeil-Essonnes, Juvisy, Paris-Gare-de-Lyon, Châtelet - Les Halles, Stade-de-France - Saint-Denis, Villiers-le-Bel - Gonesse - Arnouville, Goussainville ou Orry-la-Ville - Coye. Toutes les circulations sont omnibus sur la ligne du plateau, certains trains étant directs entre Villeneuve-Saint-Georges et Paris-Gare-de-Lyon.
Le temps de parcours moyen entre Viry-Châtillon et Corbeil-Essonnes est de seize minutes, le temps de parcours moyen de Paris-Lyon à Corbeil par le plateau étant de trente-sept à quarante-quatre minutes selon les trains, semi-directs ou omnibus. La ligne est intégralement située dans la zone 5 de la tarification des transports en commun d'Île-de-France, la gare de Viry-Châtillon étant la dernière gare située en zone 4.
Le nombre quotidien de voyageurs se situe entre 7 500 et 15 000 selon les points d'arrêt en 2003, le plus important d'entre eux étant la gare d'Évry-Courcouronnes, pôle majeur de correspondance avec environ 15 000 voyageurs quotidiens.

## Photographies des gares de la ligne

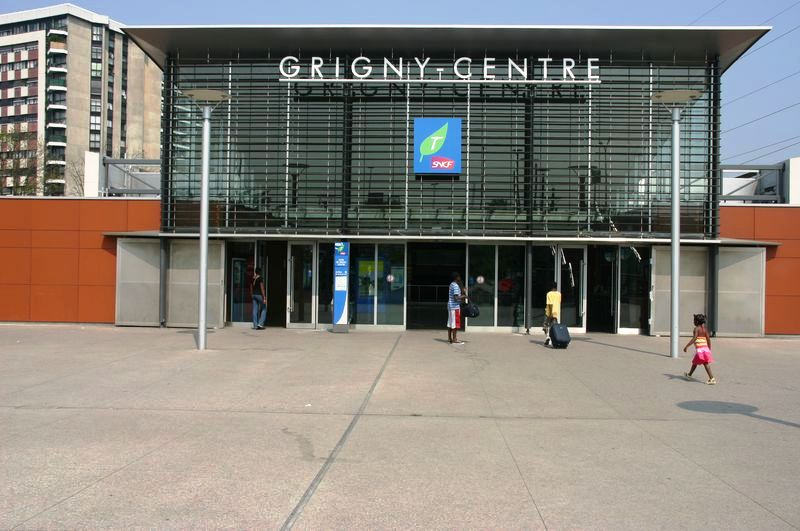
Grigny-Centre.
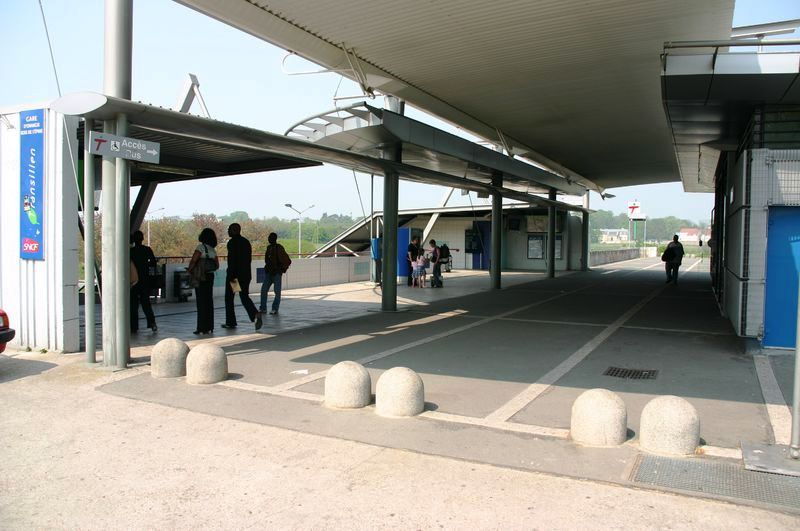
Orangis - Bois de l'Épine.
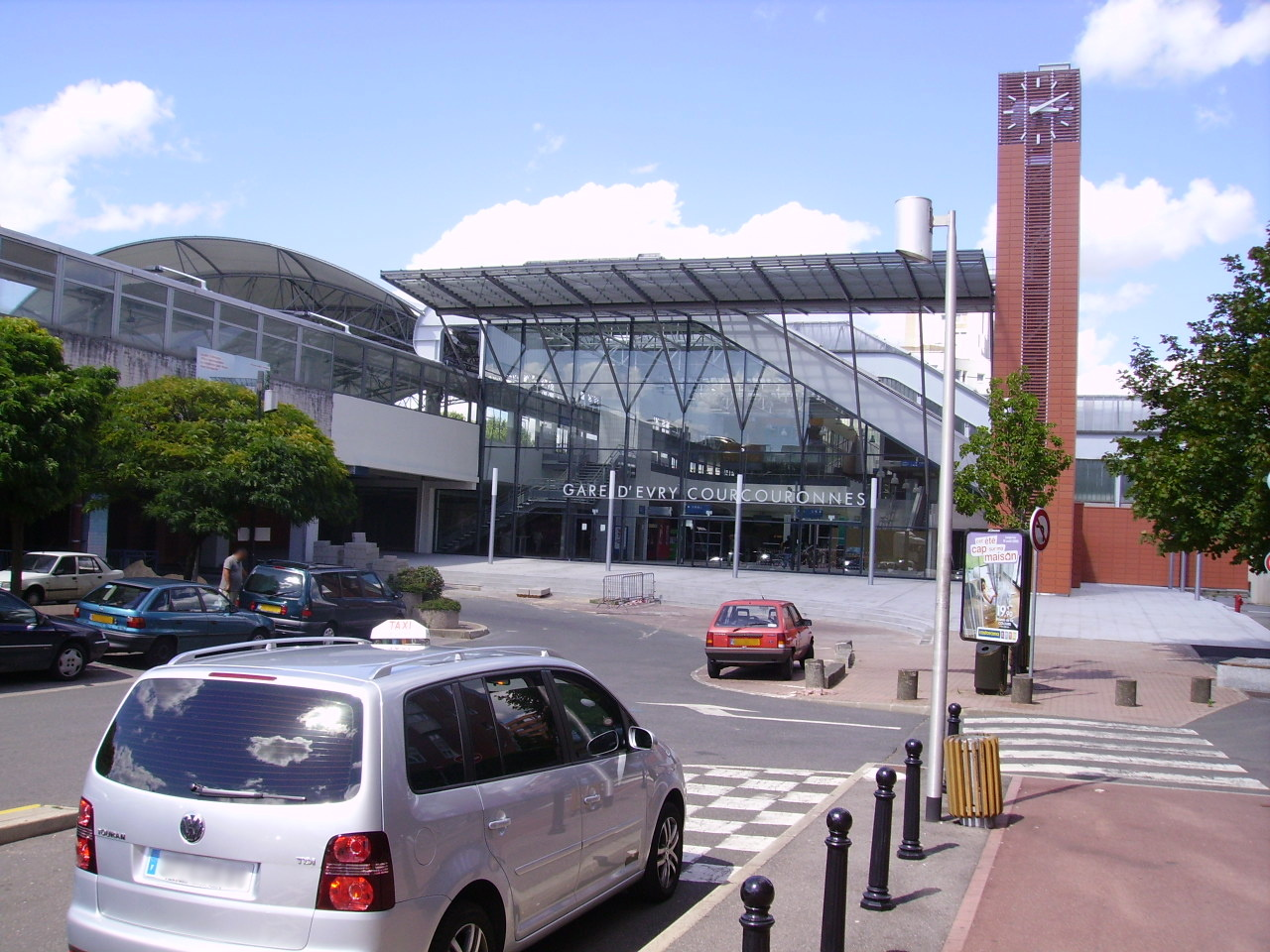
Évry-Courcouronnes Centre.
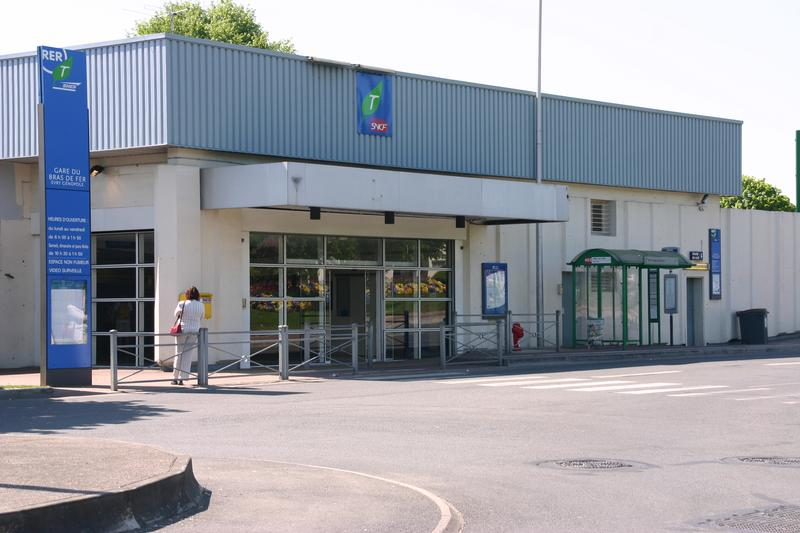
Bras de Fer - Évry - Génopole.